# Sauromatum horsfieldii
Sauromatum horsfieldii là một loài thực vật có hoa trong họ Ráy (Araceae). Loài này được (H. Li) J. Murata & Ohi-Toma mô tả khoa học đầu tiên năm 2010.